# Долі моєї село (альбом)
«Долі моєї село» — альбом і однойменна пісня Раїси Кириченко.

## Список пісень
1. Душі криниця
2. Полин-трава
3. Сік землі
4. Скаче в полі білий кінь
5. Ой на горі два дубки
6. Долі моєї село[1][2][3] / Ріднеє село[4][5] (муз. Олександр Осадчий, сл. Вадим Крищенко[6])
7. Моя Україна
8. Летить галка через балку
9. Теплий дощ
10. В кінці греблі шумлять верби
11. Ой за мостом, мостом
12. Вареники
13. Шумить, гуде дібровонька
14. Жіноча доля
15. Наше літо

## Переспіви
У 2021, "Горислава" (Ганна Мудра) випустила пісню «Долі моєї село» у власному виконанні. Також виконувалася в дуеті з Ганною Близнюк.